# Saisonnierstatut
Das Saisonnierstatut von 1931 regelte die Vergabe von Kurzaufenthaltsbewilligungen für ausländische Arbeiter in der Schweiz bis 2002 (für Personen aus der EU) bzw. 1991 (für Personen aus anderen Ländern). Es ermöglichte Schweizer Unternehmen, ausländische Arbeiter während wenigen Monaten (einer «Saison», daher die Bezeichnung) in der Schweiz zu beschäftigen.

## Zweck
Hinter dem Saisonnierstatut stand die Idee, ausländische Arbeitskräfte für die schweizerische Wirtschaft zu gewinnen, ohne dass sich diese langfristig in der Schweiz niederliessen. Dadurch sollten billige, ungelernte Arbeitskräfte für die Industrie, die Bauwirtschaft und die Fremdenverkehrsindustrie gewonnen werden, die bei Bedarf auch rasch wieder abgebaut werden konnten. Dies war besonders für Wirtschaftszweige attraktiv, die von starken jahreszeitlichen Schwankungen betroffen waren, zum Beispiel die Hotellerie in den Wintersportorten. Eine gesellschaftliche Integration oder der Nachzug von Familien war nicht vorgesehen.
Die Politik reagierte damit auf die verstärkte Nachfrage nach billigen Arbeitskräften durch die Wirtschaft und auf die zunehmenden Überfremdungsängste in der Schweizer Bevölkerung. Weiter glaubte man vor allem nach dem Zweiten Weltkrieg, durch das Saisonnierstatut einen Konjunkturpuffer schaffen zu können, indem bei einer neuerlichen Wirtschaftskrise bzw. Rezession die arbeitslos gewordenen ausländischen Arbeitskräfte wieder abgeschoben werden könnten.

## Geschichte
Erste politische Massnahmen, um die Einwanderung von sog. «Fremdarbeitern» zu regeln, wurden nach dem Ausbruch der Weltwirtschaftskrise getroffen. Im «Bundesgesetz über Aufenthalt und Niederlassung der Ausländer» (ANAG) von 1931 wurde die Vergabe von Aufenthalts- und Niederlassungsbewilligungen an Ausländer neu geregelt. Der Bundesrat setzte dieses Gesetz 1934 mit der Schaffung des Saisonnierstatuts um. Daneben wurden weitere Formen von Aufenthaltsbewilligungen geschaffen wie die nur ausnahmsweise verlängerbare Kurzaufenthalterbewilligung (L), die längstens ein Jahr gültig war, sowie erneuerbare Jahresaufenthaltsbewilligungen (B). Der Bundesrat kontingentierte die Vergabe von Arbeitsbewilligungen auf der Basis des Saisonnierstatuts jährlich nach den Bedürfnissen der Branchen.
Zuerst war der Aufenthalt eines sog. «Saisonniers» auf 11,5 Monate beschränkt. Ab 1973 wurde der Aufenthalt auf maximal neun Monate pro Jahr reduziert. Schliesslich vergab der Bundesrat in der Endphase der Hochkonjunktur der 80er Jahre ab 1988 zusätzliche Bewilligungen für einen Aufenthalt von maximal 4 Monaten pro Jahr (Kurzaufenthaltsbewilligung). Die Saisonniers durften während ihres Aufenthalts ihre Stelle nicht wechseln und ihren Wohnsitz nicht in einen anderen Kanton verlegen. Ausserdem war der Familiennachzug untersagt.
Zuerst konnte ein Saisonnier erst nach 10 Jahren um eine Niederlassungsbewilligung nachsuchen. Später konnten die Behörden den Familiennachzug gewähren, wenn ein Saisonnier während vier Jahren die volle Zeit seiner Aufenthaltsbewilligung ausgenützt hatte. In der Folge liess sich entgegen der Absicht der Politik eine grosse Gruppe unqualifizierter Arbeitskräfte aus Italien, Südosteuropa und der Türkei in der Schweiz nieder, die in Niedriglohnbranchen arbeiteten.
Das Saisonnierstatut wurde 1991 für Personen von ausserhalb der Europäischen Gemeinschaft (EG) aufgehoben. Nach dem Inkrafttreten des Personenfreizügigkeitsabkommens zwischen der Schweiz und der Europäischen Union am 1. Juni 2002 verlor das Saisonnierstatut auch für EU-Bürger seine Gültigkeit. Nach der Revision des ANAG und dem Inkrafttreten des «Bundesgesetz über die Ausländerinnen und Ausländer (AuG)» 2005 ist der Aufenthalt von Ausländern in der Schweiz neu geregelt worden. Die Einführung eines neuen Saisonnierstatuts wurde vom Parlament 2004 abgelehnt.
Die Abschaffung des Saisonnierstatuts wird teils als „[e]iner der wichtigsten sozialen Kämpfe in der Schweiz des 20. Jahrhunderts“ gewertet.

## Auswirkungen
Mit dem Saisonnierstatut importierte die Schweiz eine neue soziale «Unterschicht», deren gesellschaftliche und bildungspolitische Integration bis heute nicht völlig gelungen ist.
Gewerkschaften und Menschenrechtsaktivisten kritisierten, dass das Saisonnierstatut «rechtlose» Arbeitskräfte schuf und viele soziale Härtefälle bewirkte. Fehlte einem Saisonnier während vier Jahren Aufenthalt beispielsweise nur ein Tag seiner je für neun Monate festgelegten maximalen Aufenthaltsdauer, so wurde der Familiennachzug verweigert.
Zudem war der Nachzug von Frauen und Kindern an Bedingungen geknüpft. Der Arbeiter musste eine Wohnung besitzen, die ein Zimmer mehr aufwies, als die Familie Köpfe zählte. Viele Familien liessen daher einzelne Kinder in der Heimat zurück oder versteckten sie in der Schweiz. Der Gewerkschaftsbund dokumentierte 2014 mit dem Film «Verboten und versteckt – Saisonnierkinder erzählen» Erfahrungen von Saisonnierkindern, die in der Jugend teils jahrelang tagsüber die Wohnung nie verliessen. Schätzungsweise 10 000 bis 15 000 Kinder lebten von den 1950er bis in die 1990er Jahre im Untergrund. Eine Studie von 2022 geht gar von 50'000 Kindern aus. Diese illegalen Kinder waren von den öffentlichen Dienstleistungen ausgeschlossen und u. a. nicht krankenversichert. Bis in die 1990er Jahre wurden sie nicht eingeschult. In den meisten Kantonen rapportierten die Schulbehörden ungeklärte Aufenthaltssituationen der Fremdenpolizei. Erst 1991 wurde auf Empfehlung der kantonalen Erziehungsdirektoren das in der Verfassung verankerte Recht auf Bildung höher gewichtet als die Aufenthaltsbewilligung. Die versteckten Kinder wurden in ihrer Entwicklung massiv behindert und häufig traumatisiert.
Zahlreiche Ehen waren ausserdem durch die lange Abwesenheit der Väter zerrüttet. Weitere Probleme stellten sich bei der schulischen Integration von halberwachsenen Kindern, die erst nach Jahren in die Schweiz nachziehen durften.
Wirtschaftlich ermöglichte das Saisonnierstatut vor allem Unternehmen in strukturschwachen Branchen das Überleben und verzögerte damit die Anpassung der Wirtschaftsstruktur an die wirtschaftliche Entwicklung. Eine Korrektur erfolgte erst während der Wirtschaftskrise der 1990er Jahre.